# اچ‌ام‌ای‌اس گاولر (اف‌سی‌پی‌بی ۲۱۲)
اچ‌ام‌ای‌اس گاولر (اف‌سی‌پی‌بی ۲۱۲) (به انگلیسی: HMAS Gawler (FCPB 212)) یک کشتی است که طول آن ۱۳۷٫۶ فوت (۴۱٫۹ متر) می‌باشد. این کشتی در سال ۱۹۸۳ ساخته شد.